# Cefn Carnedd
Cefn Carnedd é um forte de colina da Idade do Ferro, a cerca de 1.5 mi (2 km) a sudoeste de Caersws, em Powys, no País de Gales. É um monumento marcado.

## Descrição
O forte tem cerca de 437 m (1,434 ft) por 84 m (276 ft) orientado de nordeste a sudoeste, alinhado com a forma da colina; abrange uma área de cerca de 6 ha (15 acres). Existem margens triplas e valas no lado noroeste, e há entradas no nordeste e sudoeste.

## História
Pensa-se que o forte pode ter sido uma fortaleza dos Ordovicos, e é um dos locais sugeridos como o local da última batalha de Carataco em 51 d.C., quando foi derrotado pelos romanos.